# متهم (فیلم ۱۹۸۸)
متهم (به انگلیسی: The Accused) فیلمی محصول آمریکا در سال ۱۹۸۸ با بازی جودی فاستر و کلی مک گیلس و به کارگردانی جاناتان کاپلان است. جودی فاستر برای ایفای نقش سارا توبیاس در این فیلم برندهٔ جایزه اسکار بهترین بازیگر نقش اول زن شد.